# VfL 구머스바흐
VfL 구머스바흐(독일어: VfL Gummersbach)는 독일 구머스바흐를 연고로 하는 핸드볼팀이다. 현재 핸드볼 분데스리가 소속이며 1861년에 창립된 팀이다.